# Dinastia otoniana
La Dinastia otoniana o dinastia otònida era una dinastia de reis d'Alemanya, que pren el nom del seu primer emperador però també és coneguda com a Dinastia Saxona per l'origen de la família.
La família mateixa, a vegades, també es coneix com els Liudolfings, pel seu primer membre conegut Liudolf i un dels seus noms principals.
Els governants Otonians també es consideren com la primera dinastia del Sacre Imperi Romanogermànic, com successors de la Dinastia carolíngia i de Carlemany, que és comunament vist com el fundador original d'un nou Regne Franc successor de l'Imperi Romà.
Tot i no haver estat mai Emperador, Enric I l'Ocellaire, Duc de Saxònia impulsa l'accés de la seva dinastia a l'Imperi en haver unificat els diferents pobles germànics sota un únic rei, llegat que recau en el seu fill Otó el Gran qui si que és nomenat Emperador i, com a tal és el successor de la dinastia carolíngia.
Des d'Otó I la majoria dels reis alemanys també eren coronats Emperadors Romanogermànics. Sota el regnat dels governants Otonians, el regne de Franc Oriental esdevé finalment el regne d'Alemanya amb la unificació dels ducats de Lorena, Saxònia, Francònia, Suàbia, Turíngia i Baviera en un imperi ara conclòs. També la identificació d'Alemanya amb el Sacre Imperi Romanogermànic, que dominarà la història alemanya fins a 1806, començà amb la coronació d'Otó I el Gran a Roma en 962. No obstant això, la projectada restauració de l'Imperi Romà decauria més tard sota el regnat d'Otó III.
Després de l'extinció de la dinastia Otoniana amb la mort d'Enric II del Sacre Imperi, el 1024 la corona passava a la Dinastia Sàlica amb Conrad II, besnet de Luitgard, una filla de l'Emperador Otó I que s'havia casat amb el Duc Sàlic Conrad el Vermell de Lorena.
Reis i Emperadors Otonians:
- Enric I l'Ocellaire, Rei dels alemanys i Duc de Saxònia, mort en 936
- Otó I el Gran, Emperador romanogermànic i Duc de Saxònia, mort en 973
- Otó II, emperador romanogermànic, mort en 983
- Otó III, emperador romanogermànic, mort en 1002
- Sant Enric II, emperador romanogermànic, mort en 1024

Alguns altres membres famosos de la Casa de Liudolfing o Otoniana:
- Liudolf, Comte de Saxònia, mort en 864/866
- Sant Altfrid, Bisbe de Hildesheim, mort en 874
- Brun, Duc de Saxònia, mort en 880
- Otó l'Il·lustre, Duc de Saxònia, mort en 912
- Gerberge de Saxònia, mort en 954
- Enric I, Duc de Bavaria, mort en 955
- Liudolf, Duc de Suàbia, mort en 957
- Hedwige de Saxònia, mort en 965
- Bruno I, Arquebisbe de Colònia i Duc de Lotaríngia, mort en 965
- William, Arquebisbe de Magúncia, mort en 968
- Otó, Duc de Suàbia i Baviera, mort en 982
- Enric II, Duc de Baviera el Cerca-raons, mort en 995
- Bruno, Bisbe d'Augsburg, mort en 1029